# Morti nel 1982/Giugno
| Questa pagina contiene informazioni ricavate automaticamente dalle voci biografiche con l'ausilio del template Bio e di un bot. L'aggiornamento è periodico e automatico e ricostruisce completamente la pagina. Se manca una persona in questa lista, sei pregato di non aggiungerla, ma accertati piuttosto che la sua voce biografica contenga il template Bio e che i dati anagrafici siano correttamente compilati. Se il template Bio manca, inseriscilo tu stesso o, in alternativa, metti l'avviso {{tmp\|Bio}} che ne segnala la mancanza. Se i dati riportati sono sbagliati, correggi direttamente la voce biografica; le modifiche saranno visibili in questa lista entro pochi giorni. Per chiarimenti vedi il progetto biografie. La lista contiene solo le 102 persone che sono citate nell'enciclopedia e per le quali è stato implementato correttamente il template Bio. Pagina aggiornata al 3 mar 2024. |

- 1º giugno - Chesja Aleksandrovna Lokšina, regista sovietica (n. 1902)
- 2 giugno - Fazal Ilahi Chaudhry, politico pakistano (n. 1904)
- 2 giugno - Herbert Quandt, imprenditore tedesco (n. 1910)
- 3 giugno - Peter Carter, regista canadese (n. 1933)
- 3 giugno - Morten Pettersen, calciatore norvegese (n. 1909)
- 4 giugno - Hermanni Pihlajamäki, lottatore finlandese (n. 1903)
- 4 giugno - Günther Steines, velocista e mezzofondista tedesco (n. 1928)
- 5 giugno - Paul Birch, cestista e allenatore di pallacanestro statunitense (n. 1910)
- 5 giugno - Roger Bonvin, politico svizzero (n. 1907)
- 5 giugno - Olle Hellbom, regista e sceneggiatore svedese (n. 1925)
- 5 giugno - Kurt Neumüller, pianista e pedagogo austriaco (n. 1914)
- 5 giugno - Píoquinto Soto, cestista messicano (n. 1915)
- 6 giugno - Pietro Agostino D'Avack, avvocato e giurista italiano (n. 1905)
- 6 giugno - Thorleif Hartung, calciatore norvegese (n. 1907)
- 6 giugno - Kenneth Rexroth, poeta e traduttore statunitense (n. 1905)
- 7 giugno - Evaristo Barrera, calciatore e allenatore di calcio argentino (n. 1911)
- 7 giugno - Gustave Heiss, schermidore statunitense (n. 1906)
- 7 giugno - Carlos Vidal, calciatore cileno (n. 1902)
- 8 giugno - Augusto Donaudy, scrittore e traduttore italiano (n. 1910)
- 8 giugno - Satchel Paige, giocatore di baseball statunitense (n. 1906)
- 8 giugno - Alfredo Rocchi, calciatore italiano (n. 1903)
- 8 giugno - Manus Vrauwdeunt, calciatore olandese (n. 1915)
- 8 giugno - Jean Wiener, pianista e compositore francese (n. 1896)
- 9 giugno - Costantino Costantini, ingegnere e architetto italiano (n. 1904)
- 9 giugno - Nicolay Diulgheroff, pittore, designer e grafico bulgaro (n. 1901)
- 9 giugno - Elmer Robinson, politico statunitense (n. 1894)
- 10 giugno - Yekutiel Adam, generale israeliano (n. 1927)
- 10 giugno - Giuseppina Aliverti, geofisica italiana (n. 1894)
- 10 giugno - Gala Éluard Dalí, modella e artista russa (n. 1894)
- 10 giugno - Rainer Werner Fassbinder, regista, sceneggiatore e produttore cinematografico tedesco (n. 1945)
- 10 giugno - Gino Perani, calciatore italiano (n. 1905)
- 11 giugno - Giovanni Manca, pugile e attore italiano (n. 1919)
- 11 giugno - Anatolij Alekseevič Solonicyn, attore sovietico (n. 1934)
- 12 giugno - Otto Brunner, storico e giurista austriaco (n. 1898)
- 12 giugno - Karl von Frisch, biologo austriaco (n. 1886)
- 12 giugno - Peter Maivia, wrestler samoano americano (n. 1937)
- 12 giugno - Marie Rambert, ballerina polacca (n. 1888)
- 12 giugno - Francis Shaughnessy, hockeista su ghiaccio statunitense (n. 1911)
- 13 giugno - Marvin Griffin, politico e generale statunitense (n. 1907)
- 13 giugno - Khalid dell'Arabia Saudita, re saudita (n. 1913)
- 13 giugno - Jim Montgomery, cestista statunitense (n. 1915)
- 13 giugno - George Moorhouse, calciatore statunitense (n. 1901)
- 13 giugno - Riccardo Paletti, pilota automobilistico italiano (n. 1958)
- 13 giugno - Samuel Spritzman, ingegnere russo (n. 1904)
- 13 giugno - Giorgio Zoras, filologo e bizantinista greco (n. 1908)
- 14 giugno - Marjorie Bennett, attrice australiana (n. 1896)
- 14 giugno - Rafaėl' Grač, pattinatore di velocità su ghiaccio sovietico (n. 1932)
- 15 giugno - Helen Grund, giornalista tedesca (n. 1886)
- 15 giugno - Art Pepper, sassofonista e clarinettista statunitense (n. 1925)
- 16 giugno - Luigi Di Barca, militare italiano (n. 1957)
- 16 giugno - Alfio Ferlito, mafioso italiano (n. 1946)
- 16 giugno - Silvano Franzolin, militare italiano (n. 1941)
- 16 giugno - Georg Leibbrandt, diplomatico tedesco (n. 1899)
- 16 giugno - Václav Mottl, canoista cecoslovacco (n. 1914)
- 16 giugno - Ernesta Oltremonti, pittrice italiana (n. 1899)
- 16 giugno - Salvatore Raiti, militare italiano (n. 1962)
- 16 giugno - Eraldo Vedda, dirigente sportivo e arbitro di calcio italiano (n. 1898)
- 16 giugno - Gwen Wakeling, costumista statunitense (n. 1901)
- 17 giugno - Renzo Grandi, sollevatore italiano (n. 1934)
- 17 giugno - Rebekah Harkness, compositrice, scultrice e filantropa statunitense (n. 1915)
- 18 giugno - Djuna Barnes, scrittrice, illustratrice e giornalista statunitense (n. 1892)
- 18 giugno - Otto Binge, militare tedesco (n. 1895)
- 18 giugno - Roberto Calvi, banchiere italiano (n. 1920)
- 18 giugno - Bianca Ceva, critica letteraria e traduttrice italiana (n. 1897)
- 18 giugno - John Cheever, scrittore statunitense (n. 1912)
- 18 giugno - Roscoe Hillenkoetter, ammiraglio statunitense (n. 1897)
- 18 giugno - Curd Jürgens, attore tedesco (n. 1915)
- 19 giugno - Richard Lockridge, scrittore statunitense (n. 1898)
- 20 giugno - Zygmunt Bohusz-Szyszko, generale polacco (n. 1893)
- 21 giugno - Hendrik Wade Bode, ingegnere statunitense (n. 1905)
- 21 giugno - Fred Zollner, imprenditore e dirigente sportivo statunitense (n. 1901)
- 22 giugno - Hjalmar Andresen, calciatore norvegese (n. 1914)
- 22 giugno - Martim Francisco, allenatore di calcio brasiliano (n. 1928)
- 22 giugno - Alan Webb, attore inglese (n. 1906)
- 22 giugno - Alexandra Wolff Stomersee, psicoanalista russa (n. 1894)
- 23 giugno - Marie Braun, nuotatrice olandese (n. 1911)
- 24 giugno - Pietro Onida, economista italiano (n. 1902)
- 24 giugno - Jakob Streitle, allenatore di calcio e calciatore tedesco (n. 1916)
- 25 giugno - Anatolij Golovnja, direttore della fotografia sovietico (n. 1900)
- 25 giugno - Igor Gouzenko, funzionario sovietico (n. 1919)
- 25 giugno - Ed Hamm, lunghista statunitense (n. 1906)
- 25 giugno - Jaap Paauwe, calciatore olandese (n. 1909)
- 26 giugno - Charles Courant, lottatore svizzero (n. 1896)
- 26 giugno - Kingsley Kennerley, giocatore di snooker inglese (n. 1913)
- 26 giugno - Alfredo Marceneiro, cantante e compositore portoghese (n. 1891)
- 26 giugno - Alexander Mitscherlich, psicologo tedesco (n. 1908)
- 26 giugno - Vicente Morera Amigó, calciatore e allenatore di calcio spagnolo (n. 1919)
- 27 giugno - Flavio Colonna, politico italiano (n. 1934)
- 27 giugno - Willard Greim, allenatore di pallacanestro e dirigente sportivo statunitense (n. 1890)
- 27 giugno - Gunnar Malmquist, astronomo svedese (n. 1893)
- 27 giugno - Jack Mullaney, attore statunitense (n. 1929)
- 28 giugno - Adolf Portmann, zoologo, biologo e filosofo svizzero (n. 1897)
- 29 giugno - Pierre Balmain, stilista francese (n. 1914)
- 29 giugno - Antonino Burrafato, poliziotto italiano (n. 1933)
- 29 giugno - Luigi Caburri, calciatore italiano (n. 1915)
- 29 giugno - Henry King, regista, attore e sceneggiatore statunitense (n. 1886)
- 29 giugno - Piero Meriggi, linguista italiano (n. 1899)
- 29 giugno - Bernhard Rogge, ammiraglio tedesco (n. 1899)
- 29 giugno - Masaharu Taguchi, nuotatore giapponese (n. 1916)
- 30 giugno - Giuseppe Bartolozzi, matematico italiano (n. 1905)
- 30 giugno - Riccardo Dalla Torre, calciatore e allenatore di calcio italiano (n. 1921)
- 30 giugno - Fernando Proietti, pugile e criminale italiano (n. 1936)